# Satyrus engramelleae
Satyrus engramelleae är en fjärilsart som beskrevs av Varin 1965. Satyrus engramelleae ingår i släktet Satyrus och familjen praktfjärilar. Inga underarter finns listade.